# Гибицька ущелина
Гибицька ущелина (Hybická tiesňava) — пам'ятка природи в Словаччині; розташовується в окрузі Ліптовський Мікулаш — біля сіл Виходна і Гибе. Охоронна територія займає 11,1 га.